# Ailette (rivière)
Pour les articles homonymes, voir Ailette (homonymie).
L'Ailette, autrefois La Lette, est une petite rivière française du département de l'Aisne, en région Hauts-de-France, affluent de la rive gauche de l'Oise.

## Hydronymie
Le nom de la rivière est attesté sous les formes Aquila fluvius en 877, de l’adjectif latin ăquĭla ( ăqua ), (« eau d’un brun noirâtre ») ; Alea en 922 (vieille racine hydronymique *al-). La rivière prendra par la suite le suffixe diminutif –ette en 1383, sans doute pour la différencier du village d'Ailles, sans aucun doute de même étymologie.

## Toponymie
Le village d'Ailles, sans aucun doute de même étymologie.

## Histoire
En 1880, L'Ailette alimentait en eau les moulins à blé de Cossevêche, d'Ecouffeaux, de Henry, de La Folie, de Nogent, du Tempet, du pont-d'Aast du Bac, de Manicamp et la scierie du Bois du Moulinet
L'Ailette a donné son nom à deux batailles importantes : la bataille de l'Ailette en 1918, du 17 au 23 août, et la bataille de l'Ailette pendant la bataille de France, du 18 mai au 7 juin 1940.

## Géographie
De 59,5 km de longueur, l'Aillette prend sa source au nord de la forêt de Vauclair dans l'Aisne, à l'ouest de la commune de Sainte-Croix (au sud-est de Laon), au lieu-dit les Cottignies et à 134 m d'altitude.
Elle se dirige vers l'ouest, reçoit la Bièvre entre Chamouille et Neuville-sur-Ailette, et finit par confluer avec l'Oise à Quierzy, entre Noyon et Chauny, à 44 m d'altitude.
En 1984, il a été construit sur son cours une retenue d'eau artificielle dite lac de l'Ailette qui a été suivie de l'aménagement d'un parc de loisirs avec une base nautique et un terrain de golf à proximité.
À automne 2007, ce parc de loisirs, après un complet réaménagement, est devenu le Domaine du Lac d'Ailette, troisième base de loisirs française de Center Parcs.
La vallée de l'Ailette héberge une grande partie du canal de l'Oise à l'Aisne.

### Communes et cantons traversés
Dans le seul département de l'Aisne, l'Ailette traverse les trente-neuf communes suivantes, de l'amont vers l'aval, de Sainte-Croix (source), Corbeny, Craonne, Bouconville-Vauclair, Chermizy-Ailles, Neuville-sur-Ailette, Cerny-en-Laonnois, Chamouille, Pancy-Courtecon, Colligis-Crandelain, Trucy, Chevregny, Monampteuil, Filain, Pargny-Filain, Chavignon, Urcel, Royaucourt-et-Chailvet, Chaillevois, Merlieux-et-Fouquerolles, Vaudesson, Pinon, Lizy, Anizy-le-Château, Vauxaillon, Landricourt, Leuilly-sous-Coucy, Jumencourt, Crécy-au-Mont, Coucy-le-Château-Auffrique, Pont-Saint-Mard, Champs, Guny, Trosly-Loire, Saint-Paul-aux-Bois, Pierremande, Bichancourt, Manicamp, Quierzy (confluence).
Soit en termes de cantons, l'Ailette prend source dans le canton de Guignicourt, traverse les canton de Laon-1, canton de Fère-en-Tardenois, et conflue dans le canton de Vic-sur-Aisne, le tout dans les arrondissements de Laon et de Soissons.

### Toponymes
L'Ailette a donné son hydronyme à la commune de Neuville-sur-Ailette.

### Bassin versant

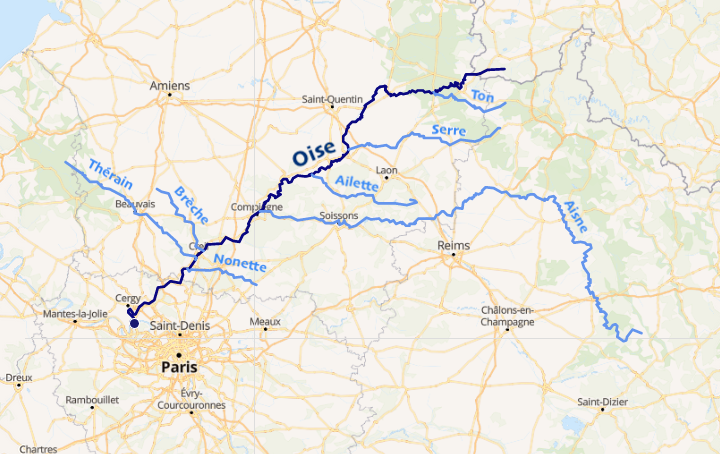
Positionnement de l'Ailette en rive gauche dans le bassin de l'Oise.

L'Ailette traverse trois zones hydrographiques « L'Oise du confluent du ruisseau de Servais (exclu) au confluent de l'Ailette (exclu) » (H021), « L'Ailette du confluent du Marais de Montbavin (inclus) au confluent de l'Oise (exclu) » (H023), « L'Ailette de sa source au conflus du Marais de Montbavin (exclu) » (H022).

### Organisme gestionnaire
L'Organisme gestionnaire est le SMA ou syndicat mixte de l'Ailette créé en mai 1971 et sis à Chamouille.

## Affluents
L'Ailette a dix-sept tronçons affluents référencés dont les principaux sont :
- La Bièvre (rd[note 1]), 7,3 km sur les cinq communes de Chamouille, Neuville-sur-Ailette, Ployart-et-Vaurseine, Martigny-Courpierre, Bièvres qui conflue dans le lac de l'Ailette et de rang de Strahler trois.
- L'Ardon (rd), 11,2 km avec six affluents et de rang de Strahler quatre.
- le ruisseau du Ponceau 10 km et de rang de Strahler trois.
- le Marais de Montbavin 9 km et de rang de Strahler trois.
- le ru du Bartel 8 km et de rang de Strahler trois.
- le ru du Bordet 8 km et de rang de Strahler un.
- le ru de l'Aulnois 7 km et de rang de Strahler deux.

### Rang de Strahler
Donc son rang de Strahler est de cinq par l'Ardon.

## Hydrologie
L'Aillette a été observée aux cinq stations suivantes de Chamouille, Chavignon, Colligis-Crandelain [Crandelain], Chaillevois, Bichancourt.

### L'Aillette à Bichancourt
La station H7332010 l'Ailette à Bichancourt a été observé de 1968 à 1980, donc sur 12 ans, et à 999 m d'altitude. Le module y est de 1,70 m3/s.

## Histoire
C'est dans sa vallée qu'a été fondée en 1134 l'abbaye de Vauclair.
Barrant la route de Paris entre Somme et Aisne, au cours de la Première Guerre mondiale, l'Ailette et son canal reliant l'Oise à l'Aisne sont l'objet de combats acharnés en 1917 et 1918.
En mai et juin 1940, au début de la Seconde Guerre mondiale, à nouveau l'Ailette et le Chemin des Dames connaissent des combats décisifs pour la route de Paris sur la ligne Weygand. (v. Bataille de France).